# یوزف شاخت
یوزف فرانتس شاخت (به آلمانی: Joseph Franz Schacht) (1902 - 1969)، استاد آلمانی-انگلیسی پژوهش‌های عربی-اسلامی دانشگاه کلمبیا نیویورک بود. کتاب مهم او، «ریشه‌های فقه اسلامی» Origins of Muhammadan Jurisprudence که در ۱۹۵۰ منتشر شد، هنوز مورد توجه پژوهشگران است.
او از نویسندگان در دانشنامه اسلام و ویراستار کتاب میراث اسلام (به انگلیسی: The Legacy of Islam) بود که توسط انتشارات دانشگاه آکسفورد منتشر شد.
مشارکت مهم شاخت به تاریخ اسلام اولیه این است که بیان کرد احادیث احتمالاً از کسانی سرچشمه می‌گیرد که سنت‌های مختلف گذشته در آنها همگرایی دارند، و این همگرایی را «پیوند مشترک» نامید. این مفهوم بعداً توسط بسیاری از خاورشناسان مورد استفاده قرار گرفت.

## زندگی و حرفه
شاخت در خانواده میانه‌رو کاتولیک به دنیا آمد. از ابتدای دوران زندگانی، به مدرسه عبری فرستاده شد. در برسلو و لیپیزیک، او زبان‌های سامی، یونانی و لاتین، زیر نظر پروفسورهای مشهور، از جمله گوتتلف برگسترابر آموخت. در ۱۹۲۵، او اولین جایگاه موفق آکادمیکش را در دانشگاه آلبرت لودوینگ فرایبورگ در برسکو بدست آورد. در ۱۹۲۷، او استاد شگفت‌آور آنجا شد و خود را جوان‌ترین استاد تمام آلمان کرد و در ۱۹۲۹، استاد معمولی زبان‌های سامی شد. در ۱۹۳۲ او به سمت استاد دانشگاه کونیگسبرگ انتخاب شد. ولی در ۱۹۳۴، بدون هیچ‌گونه فشار یا تهدیدی، به عنوان یک مخالف رژیم نازیسم، به قاهره رفت. او در قاهره تا سال ۱۹۳۹ به عنوان پروفسور تدریس کرد. به دنبال شروع جنگ جهانی دوم در ۱۹۳۹، او به‌طور اتفاقی به انگلیس رفت و تا بنابر پیشنهادی که به وی داده شد، به دولت بریتانیا خدمت کند و در بی‌بی‌سی کار نماید. او در ۱۹۴۷، تابعیت بریتانیا گرفت.
شاخت از سال ۱۹۴۶، در دانشگاه آکسفورد تدریس کرد. در ۱۹۵۴، او به هلند رفت و در دانشگاه لیدن، تدریس کرد. در سال تحصیلی ۱۹۵۷–۱۹۵۸، او در دانشگاه کلمبیا تدریس کرد که در سال ۱۹۵۹، به سمت استاد تمام در رشته مطالعات عربی و اسلامی، منتخب شد. او در دانشگاه کلمبیا تا ۱۹۶۹ باقی ماند که در آن سال، بازنشسته شد.

## آثار
- مبانی حقوق اسلامی. ویراستار: ژوزف شاخت. برلین-لایپزیگ ۱۹۳۵.
- اسلام در شمال نیجریه
- درآمدی بر حقوق اسلامی. آکسفورد ۱۹۶۴.
- خاستگاه فقه محمدی. انتشارات دانشگاه آکسفورد ۱۹۵۰، (۱۹۶۷ اصلاحات و اضافات).